# Lukas Felix Müller
Lukas Felix Müller (* 16. Oktober 1918 in Klotzsche; † 16. Mai 2006) war ein deutscher Veterinärmediziner.

## Leben
Lukas Felix Müller, 1918 in Klotzsche als ältester Sohn des Malers Conrad Felixmüller geboren, nahm nach dem Abitur ein Studium der Veterinärmedizin an der Friedrich-Wilhelms-Universität Berlin auf, das er 1943 mit dem Erwerb des akademischen Grades eines Dr. med. vet. abschloss. Nachdem Müller sich 1950 an der Universität Leipzig für Veterinärmedizin habilitiert hatte, erhielt er dort im gleichen Jahr einen Lehrauftrag für Innere Medizin der Tiere an der Veterinärmedizinischen Fakultät, bis ihm 1951 die Professur mit Lehrauftrag und schließlich 1953 die Professur mit vollem Lehrauftrag übertragen wurde.
1956 folgte Lukas Felix Müller einem Ruf auf den Lehrstuhl für Innere Tiermedizin an der Klinik und Poliklinik für kleine Haustiere der Freien Universität Berlin, den er bis zu seiner Emeritierung 1984 innehatte. Lukas Felix Müller, der 1970 zum Vorsitzenden der Berliner Tierärztlichen Gesellschaft gewählt worden war, verstarb am 16. Mai 2006 im Alter von 87 Jahren.
Lukas Felix Müller, er hielt viele Vorträge und steuerte zahlreiche Publikationen bei, erwarb sich besondere Verdienste um sein Fachgebiet Kleintierkrankheiten.

## Schriften
- Versuche über den Nachweis von Fremdkörpern im Haubenmagen des Rindes mit Hilfe des Siemens-Metallsuchers, Dissertation, Berlin 1943
- Die Bewegungserscheinungen am Darme des Pferdes nach Röntgen-Untersuchungen beim Pony, Habilitationsschrift, Leipzig 1950
- Die Verdauungskrankheiten der Haustiere (Rind, Pferd, Schwein, Schaf, Ziege) : Erscheinungen, Ursachen, Behandlung, Verhütung, Deutscher Bauernverlag, Berlin 1953